# كهاكرا بنجابي

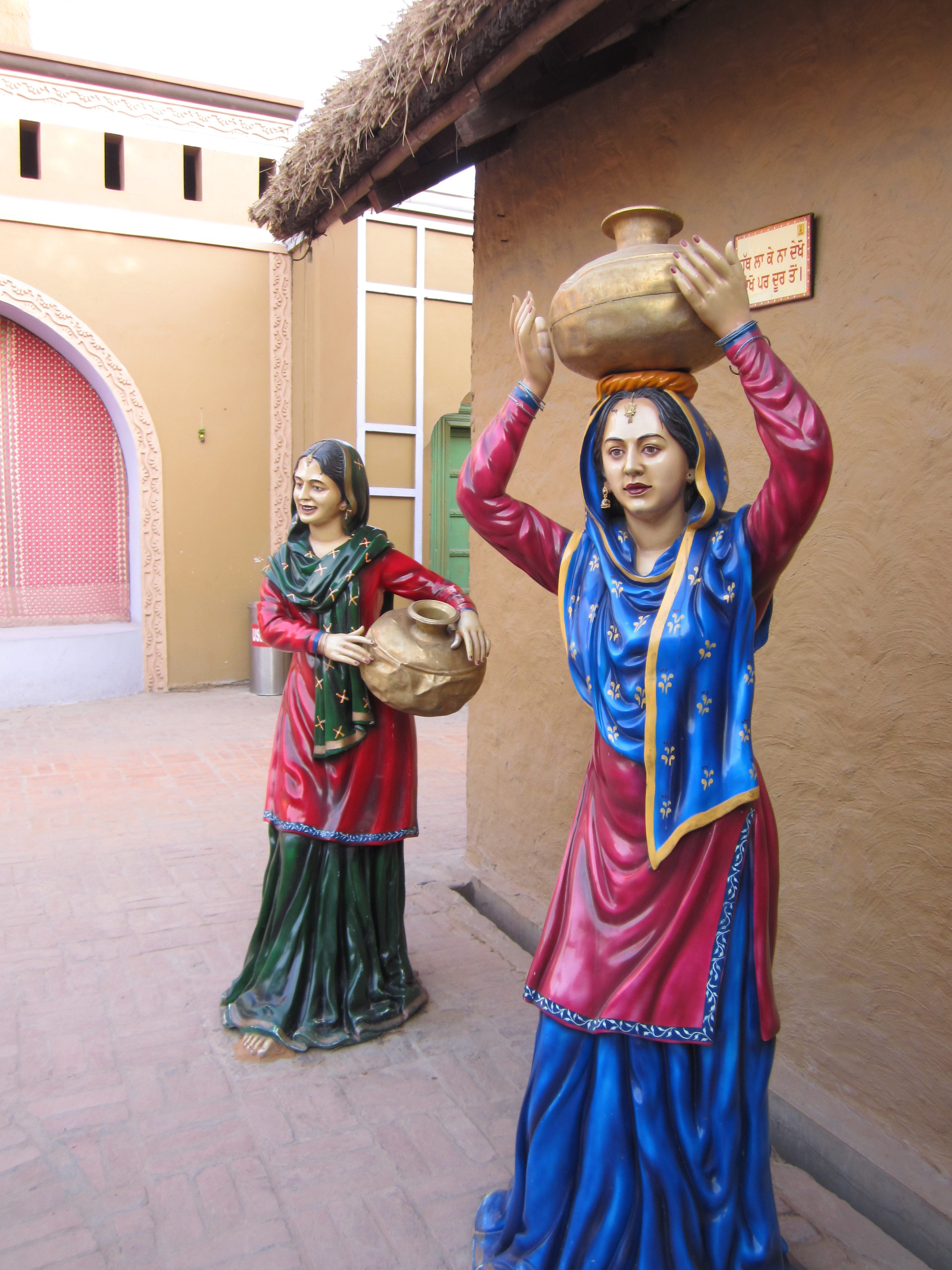
نساء بنجابيات يرتدين الكهاكرا البنجابي خلال تأدية رقصة الرانجا

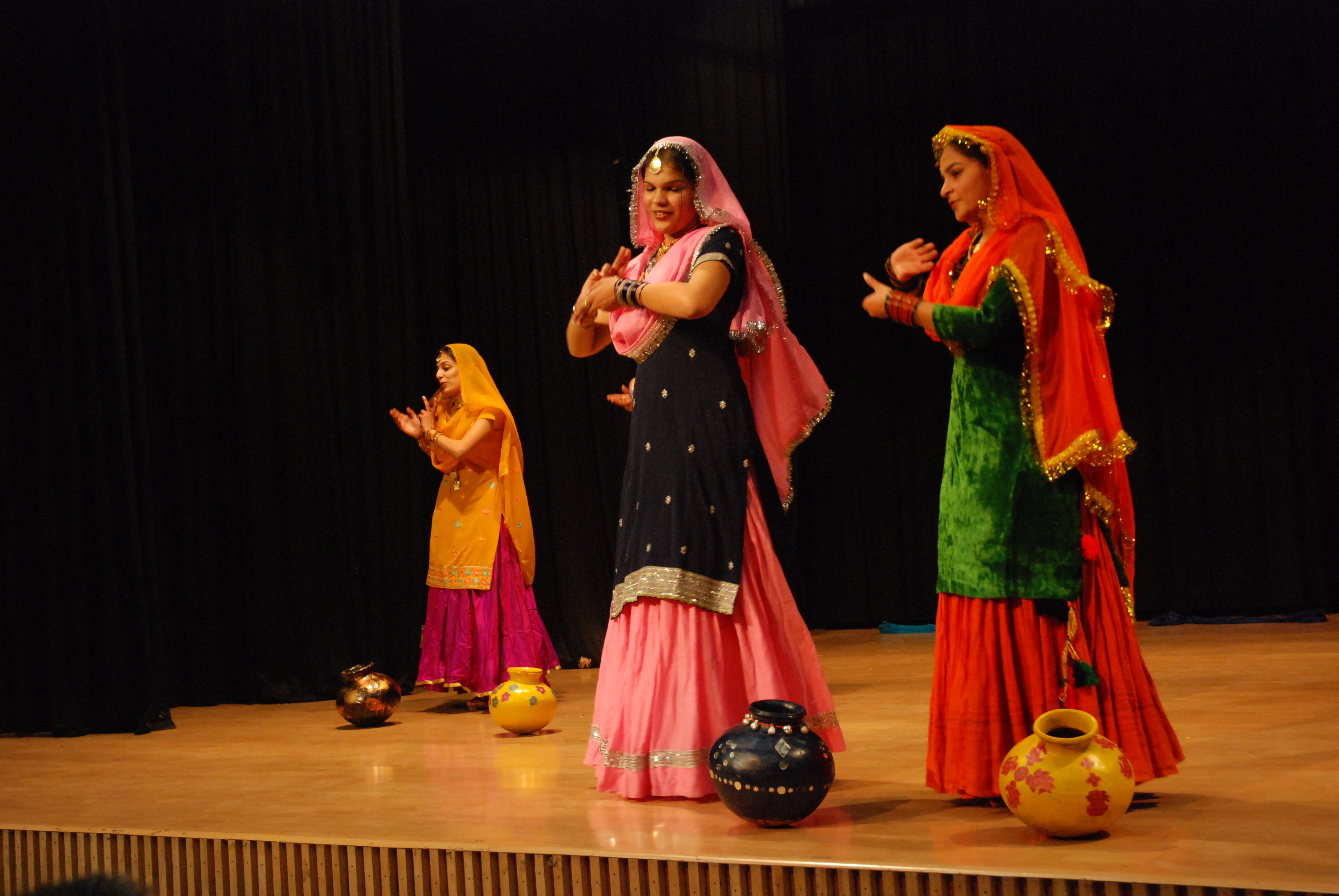
رقصة بنجابية

الكهاكرا البنجابي ( بالبنجابية :ਘੱਗਰਾ، گھاگرا ) هو زيّ يتكوّن من أربع قطع  يُعرف بالـتيوار، تلبسه النساء البنجابيات على نحوٍ تقليديّ في كل أرجاء منطقة البنجاب. و يشتمل هذا الزيّ على غطاء الرأس المُطرَّز، القُرطق (كُرتي)  ، التنّورة (كهاكرا) ، و السوذان (وهو سروال فضفاض بشريط ضيق عند الكاحل) أو السلوار البنجابي. في الوقت الحاضر، ترتدي النساء زيّ الكهاكرا في أجزاء من هاريانا ، في المناطق القروية من جنوب غرب البنجاب (باكستان) ،  في أجزاء من هيماجل برديش ، و خلال أداء رقصة الـ Giddha في شرق البنجاب (الهند).

## نظرة تاريخية
أخذ الكولي نشأته من الـ candataka ، الذي أصبح رداءً شعبيًّا في فترة إمبراطورية جوبتا. الـ candataka هو نصف سروال  للرجال والذي تطور أخيرًا إلى التشولي. المرحلة الوسطية لتطور اللباس كانت بهيئة ثوب يشبه القميص للرجال والنساء، طوله من الرقبة حتى الفخذين. و استمرّ الـ candataka كلباس شعبيّ للنساء في القرن السابع.

## اللّباس
الكهاكرا البنجابي هو جزء من طقم ملابس رباعي القطع، الفهلكاري وهو غطاء الرأس، القرطق وهو ما يشبه القميص الطويل، الكهاكرا وهي التنورة، وأخيرًا، السوذان/سلوار وهو السروال الواسع. مصطلح تيوار (tewar) يدلّ أن الزيّ كان ثلاثيّ القطع ، أي أنه كان يشتمل فقط على غطاء الرأس والقميص و التنورة. إلا أنّه عند تجهيز الملابس لإهدائها للعروس، فإنّ السوذان والقرطق أو السلوار والقميص يتمّ احتسابهم كقطعة واحدة ولا تشتمل على غطاء الرأس. رانداوا (1960) أشار إلى أن الفرق الوحيد بين طقم الكهاكرا وبدلة البنجابي هي أن طقم الكهاكرا يزيد بقطعة على بدلة البنجابي، فالأول من أربع قطع ( فيقال عنه تيوار ) ، بينما الثاني من ثلاث.

### فهلكاري
و هو غطاء الرأس المطرّز بالتصاميم المحلّية.

### القرطق

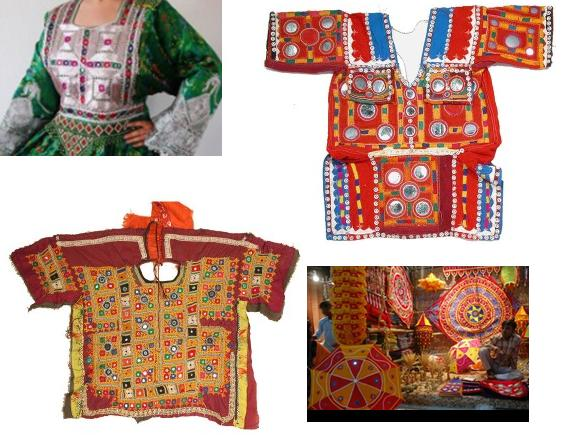
كرتي سرانيكي

تقليديًّا، الثوب العلوي يكون إمّا قرطقًا طويلًا ( كورتا ) أو أن يكون ( كرتي ) و هو معطف قصير. الكورتا يعتبر امتداد للباس قديم يسمّى  kurtaka و هو قميص قصير له شقّين على الجانبين، وقد جرى استعماله في القرن الحادي عشر من الحقبة المسيحية، وهو يرتبط بالقرطق ( الكورتا ) الخاصّ بالمنطقة البنجابية.
أما الكرتي فهو معطفُ قطنيٌّ قصير أو فستانٌ مُصغَّر ليس له شقّين على الجانبين ويُعتقد أنه ينحدر من السترة التي استعملت في فترة إمبراطوية شونغا ( القرن الثاني قبل الميلاد ). و قد كان الكرتي لغاية عام1700 يحوي أزرارًا إلى الجانب الأيمن ، أما في الفترات اللاحقة فأصبحت الأزرار في الوسط.

### الأنكي / تشولي
الأنكي (Angi) هو الاسم البنجابي لصدار المرأة، وهو صدار (أي لباس يرتدى لمنطقة الصدر) بكمّين بحيث يغطّي النّهد ولكنّه يُبقي على جزء من الصدر مكشوفًا ويكشف منطقة البطن تمامًا. 
التشولي (Choli) يغطّي الصدر و له شقّ من الأمام يمتدّ أكثر للأسفل. له كمّين قصيرين ويُربط للخلف. الأنكي يختلف عن التشولي في كون الأنكي ليس له شقّ أماميّ.
إحدى تصاميم التشولي تقوم على استعمال شرائط ( رُقع ) من عدّة ألوان من الحرير أو غيره من مواد النسيج. تكون الذراعين مكشوفتين بالعادة ومنطقة المعدة تترك مكشوفة تمامًا. يُربط التشولي للخلف بوساطة خيوط سميكة. في وسط التشولي تتدلّى الـKubba و هي حلية مزخرفة بارزة مُفرغة، تتدلّى بوساطة قلادة مُثبَّتة في وسط التشولي. هذه القلادة ذات اللون الفضيّ والمتدليّة من نهاية التشولي تسمّى tukma. أصبح التشولي بديلًا رائجًا للكورتا في القرن العشرين ، و قد جرى استعماله في البنجاب منذ القرن السادس عشر على أدنى تقدير. و لا يزال رائجًا في ملتان ، حيث يُطرَّز التشولي الملتانيّ بعدّة ألوان ويربط للأمام أو الخلف. كما لا تزال النسخ الحديثة المعدّلة من التشولي يتمّ ارتداؤها.

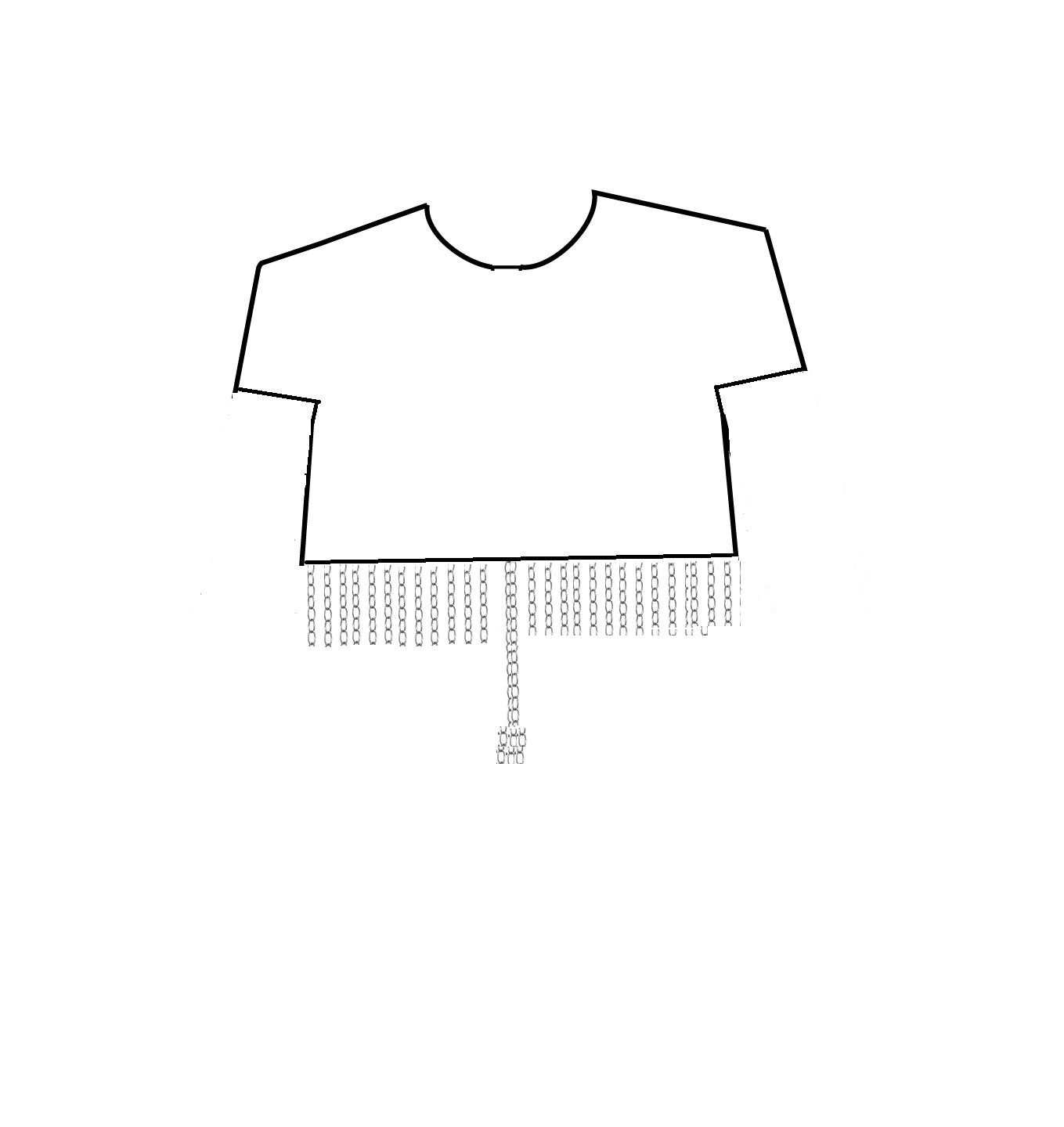
تشولي بنجابي موشَّى بالمجوهرات

### الكهاكرا(التنّورة)

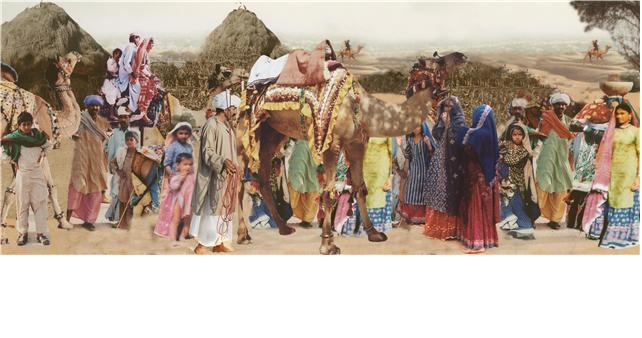
نساء سرائيكيات تقليديات يرتدينَ الكهاركرا في غرب البنجاب (الهند)

الكهاكرا هي قطعة ملابس يتراوح طولها من تسع إلى خمس وعشرين ياردة. الصورة إلى اليمين توضح طرازاتٍ مختلفة ترتديها نسوةٌ يتحدّثون اللغة السرائيكية في غرب البنجاب. يتم ارتداء الكهاكرا في كل المجتمعات على نحوٍ تقليديّ.
يتم حياكة هذه التنانير إمّا من النسيج القطنيّ (malmal) أو من الموسلين (muslin) و هو نسيج قطني رقيق كالشّاش. يتمّ إكمال الحوافّ إمّا بطيّاتٍ مُشبَّكة، بالتطريز أو بالخرز. تقليديًّا، يتم تنشية النسيج القطني ( بعد خلط النشا بالـmeca أو الـvark ) فيحظى بلمعان تحت الشّمس. الـvark يشبه طبقاتٍ رقيقة من الورق المقوّى، يُطجن ثم يُضاف إلى النشا. كما أن هناك مواد أخرى يتم حياكة التنانير منها، مثل الـhari-shael ، الـlatha ، الساتان، الفهلكاري المطرَّز وقماش البراشوت. و قماش البراشوت هو قماش حريري ولربما هو يشبه النسيج الذي يستعمل بصناعة المظليات. في المناسبات الرسمية تتم حياكة التنانير (الـكهاكرا) من أنسجة غالية الثمن مُنمَّقةً بمواد الزينة كالخرز والمُطرَّزات.

### السوذان / السلوار
على نحوٍ تقليديّ، يتم ارتداء السراويل، إما السوذان أو السلوار، تحت التنّورة. و لكن، في لاهور و شرق البنجاب (الهند) ، كان يتمّ ارتداء الكهاكرا (التنّورة) فقط عند الخروج من المنزل ، و في مناطق أخرى، تُرتدى التنّورة عند التوجّه لقريةٍ أخرى وبهذه الحال كان يتمّ استبدال القميص بالتشولي. من الواجب على المرأة أن تستمرّ بارتداء التنّورة فوق السروال حتى تتقدَّمَ في العمر، أو على الأقل حتّى يتزوَّج ابنها الأكبر. كما جرت العادة على ارتداء التنانير في المناسبات الاحتفالية وعند حضور الجنازات. لا تزال تستعمل من قبل النساء الكبيرات وفي المناسبات الخاصّة. النساء الأكبر المقيمات في المملكة المتحدة يطالبنَ بالعودة لارتداء التنانير فوق السراويل.

## الاستعمال
حاز زيّ الكهاكرا البنجابي على حظوةٍ كبيرة في غرب البنجاب و شرق البنجاب (الهند) خلال 1960 على نطاقٍ واسع. بعدها، أخذ استعمال الكهاكرا يتراجع في حين أن زيّ السلوار البنجابي بدأ يتم ارتداؤه وحده بلا التنّورة. و على الرغم من ذلك، فإنّ الكهاكرا لا يزال يتمّ ارتداؤها في الجنازات في بعض القرى في شرق البنجاب. كما لا تزال الكهاكرا تُلبس في بعض مناطق هاريانا و في أجزاء من هيماجل برديش و غرب البنجاب (الهند).

## لاهنجا
الـلاهنجا هي شكل مختلف من التنانير عن الكهاكرا، حيث إنها تُصنع تقليديًّا من أنسجة أحسن وأجود كما أشير في عام 1878. و قد كانت الـلاهنجا رائجة الاستعمال في المناطق الحضرية ، و قد جرت العادة حتى الآن أن ترتدي العرائس البنجابيّات الـلاهنجا.

## كابري
الـكابري هو نمط أقصر من الكهاكرا، حيث أنه لا يصل للكاحل. هذا الشكل تمّ ارتداؤه تقليديًّا في هاريانا وهيماجل برديش لكنّه فقد رواجه في الـ1960. بشكلٍ مفهوم في البنجاب فإنّ الكابري هو رداءٌ للبيت فقط.

## لوانجاري
و هو فستانٌ كامل مصنوع من قطعتين مدروزتين سويًا : القطعة العلوية هي التشولي والسفلية هي الكابري. و هو ثوبٌ تقليديّ ارتدتهُ نساء قبيلة جاديس من هيماجل برديش.

### معرض الصور

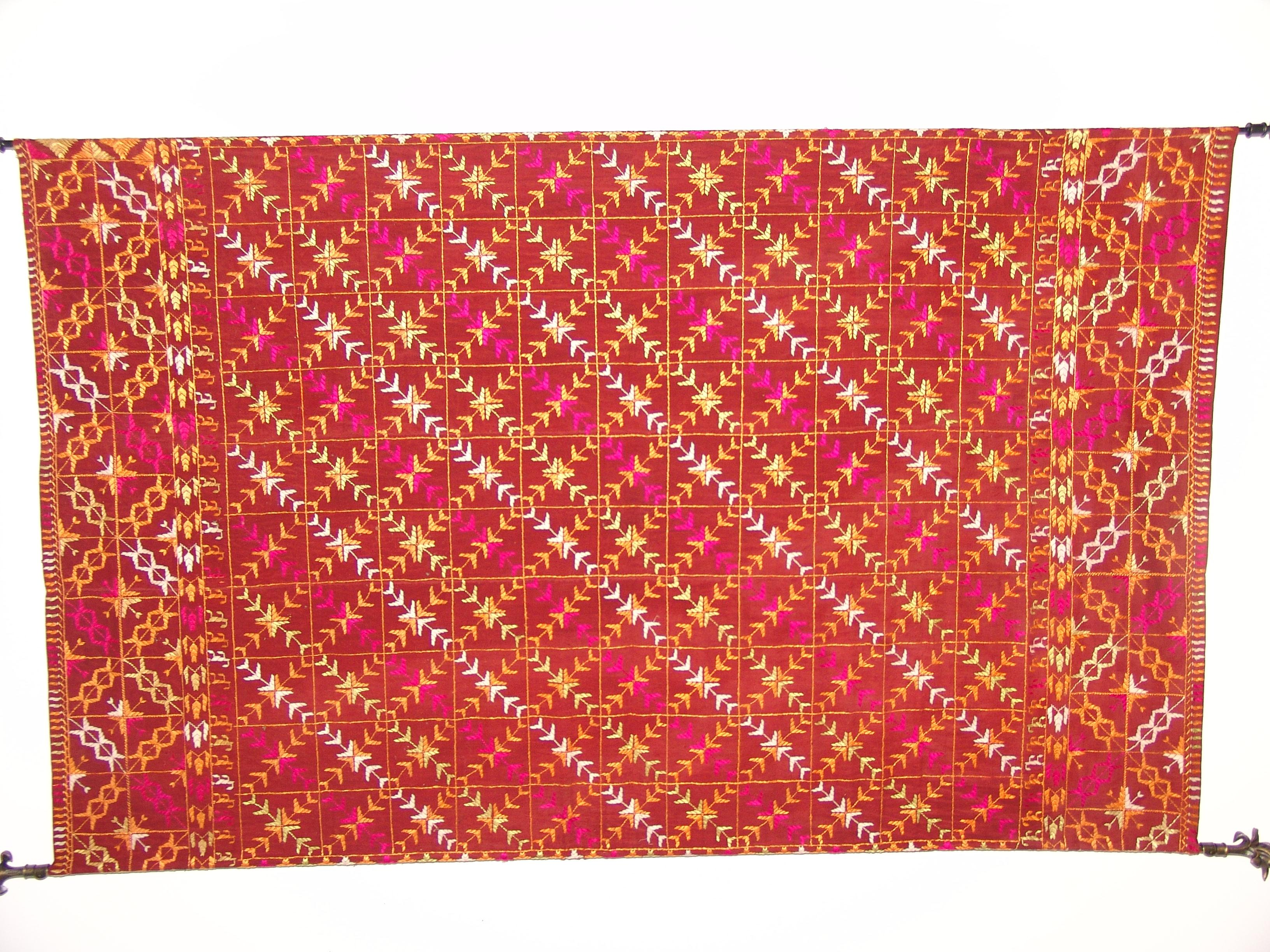
فهلكاري من ولاية باتيالا
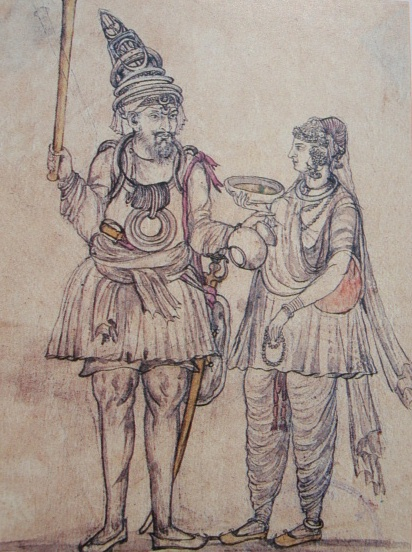
رسم لمرأة(على اليمين)ترتدي سروال السوذان
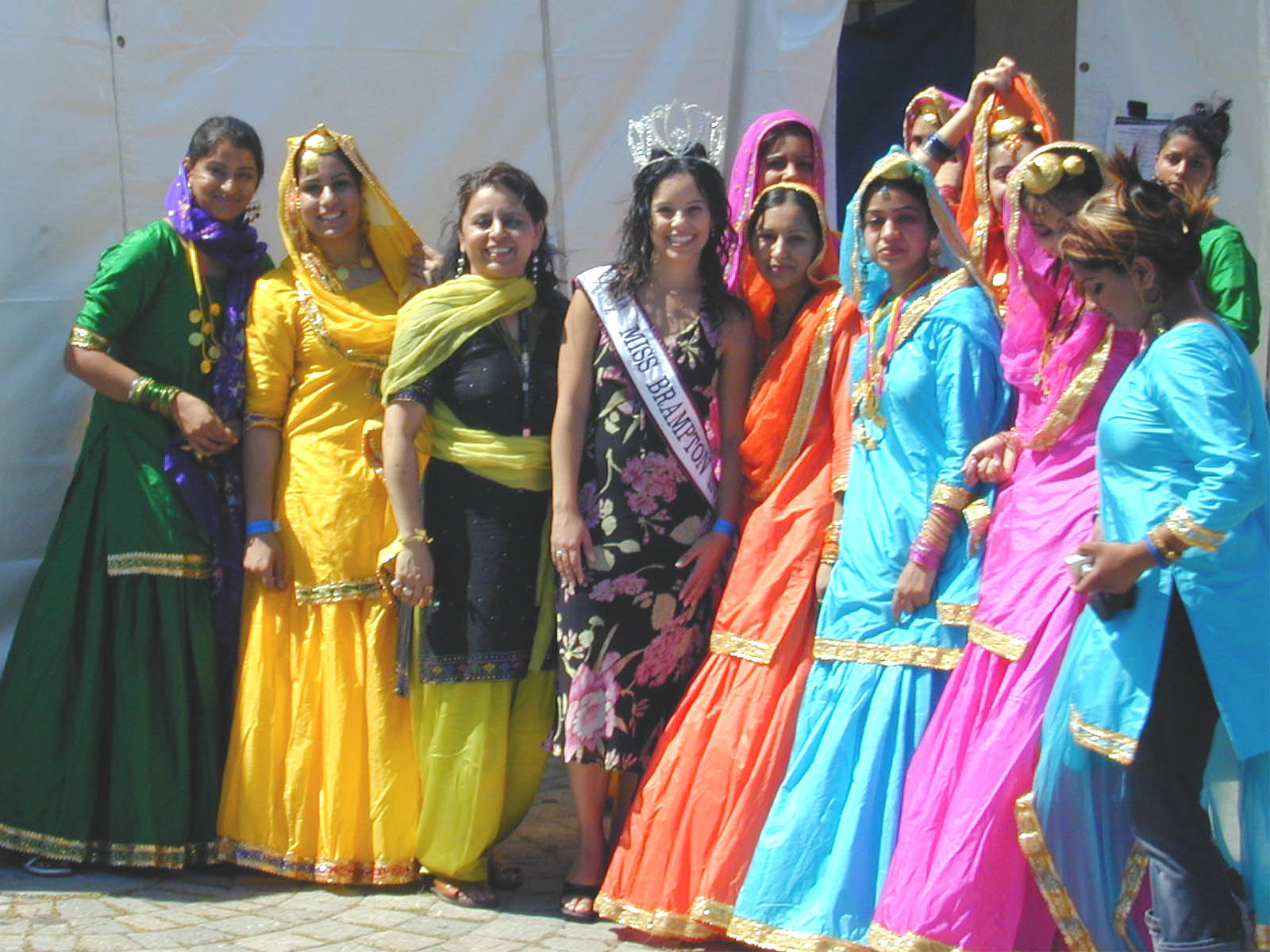
القرطق و الـلونجاري البنجابي
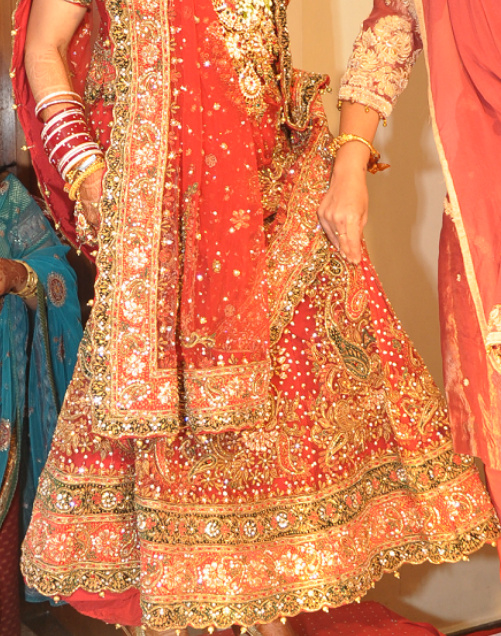
لونجاري للعرائس مطرز بالخرز
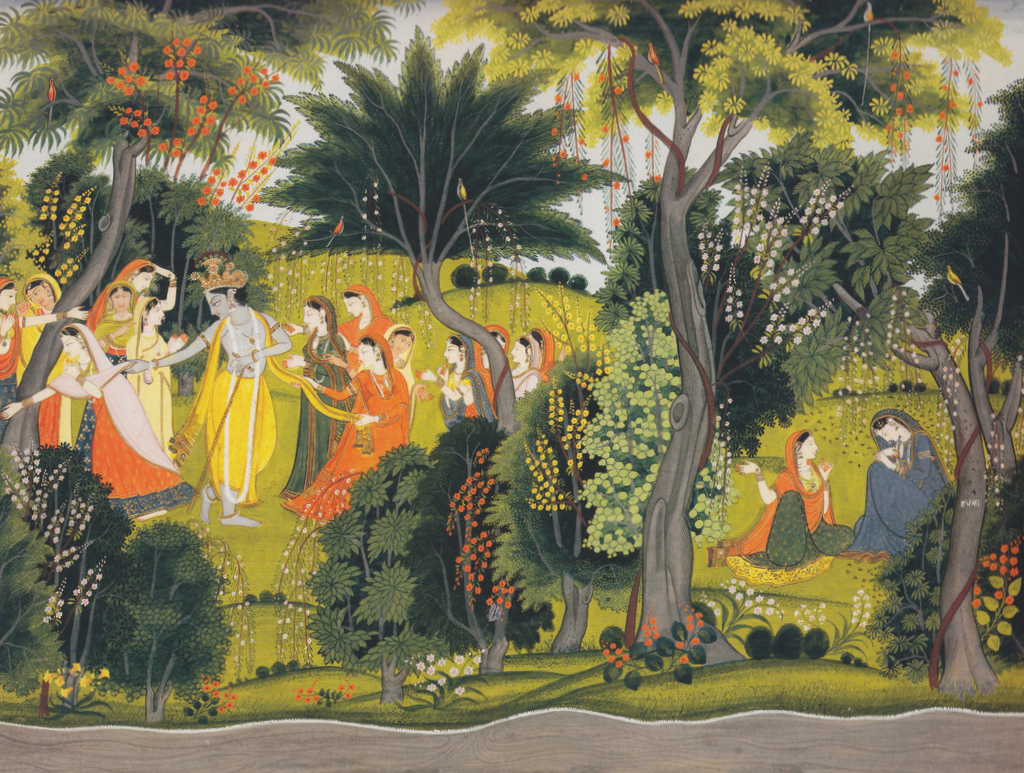
رسم يوضح نساء يرتدين الـلونجاري
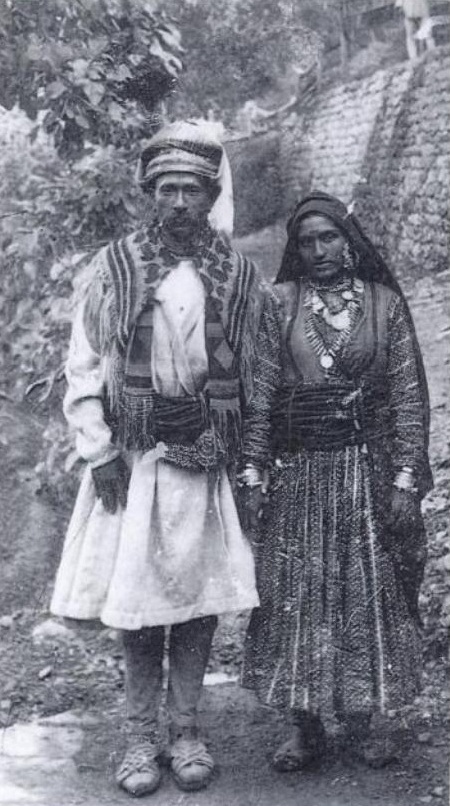
مرأة من هيماجل برديش ترتدي الـلونجاري
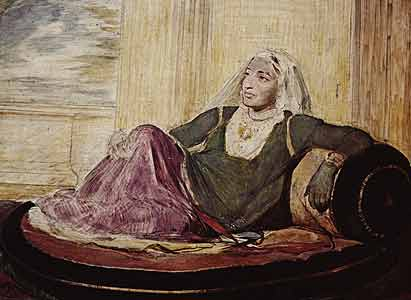
الملكة راني جيندان (1817-1863) ترتدي الكهاكرا و الكورتا